# Waldshut (district)
Districtul Waldshut este un district rural (Kreis) din landul Baden-Württemberg, Germania.
1. 1 2 3  GeoNames